# René Grégoire
Pour les articles homonymes, voir Grégoire.
René Grégoire est un sculpteur, médailleur et dessinateur de timbres français, né à Saumur le 4 juin 1871 et mort à Paris le 14 avril 1945.

## Biographie
René Grégoire est l'élève d'Hubert Ponscarme à l'École des beaux-arts de Paris. Il obtient le 1er grand prix de Rome en gravure de médaille et pierre fine en 1899.
Il est nommé chevalier de la Légion d'honneur en 1924.
Réné Grégoire meurt dans le 18e arrondissement de Paris le 14 avril 1945.

## Œuvres

### Sculpture
- Rochefort-sur-Loire, corniche de La Haie-Longue : Monument à René Gasnier, 1923, médaillon en bronze[3].
- Saumur : Monument à Benjamin Delessert, 1934, bronze, envoyé à la fonte sous le régime de Vichy[4].
- Versailles, parc de Versailles :
  - Bacchus appuyé sur un tronc d'arbre et tenant une grappe de raisin à la main, 1926, statue en marbre, en collaboration avec Louis-Aimé Lejeune[5] ;
  - Hercule tenant sa massue et les pommes des Hespérides, , 1926, statue en marbre d'après l'antique[6].

### Médaille
- La conférence générale des caisses d'épargne de l'ouest et du Sud-ouest, Benjamin Delessert (1773-1847), Fondateur des caisses d'épargne et à ses continuateurs, 1935.

### Timbre
- 1935 : Benjamin Delessert, 75 cts.
- 1935 : La Mansarde, 50 cts + 10.
- 1936 : Les Enfants des chômeurs, 50 cts + 10.
- 1936 : Jean Jaurès, 40 cts.

## Galerie

Œuvres de René Grégoire
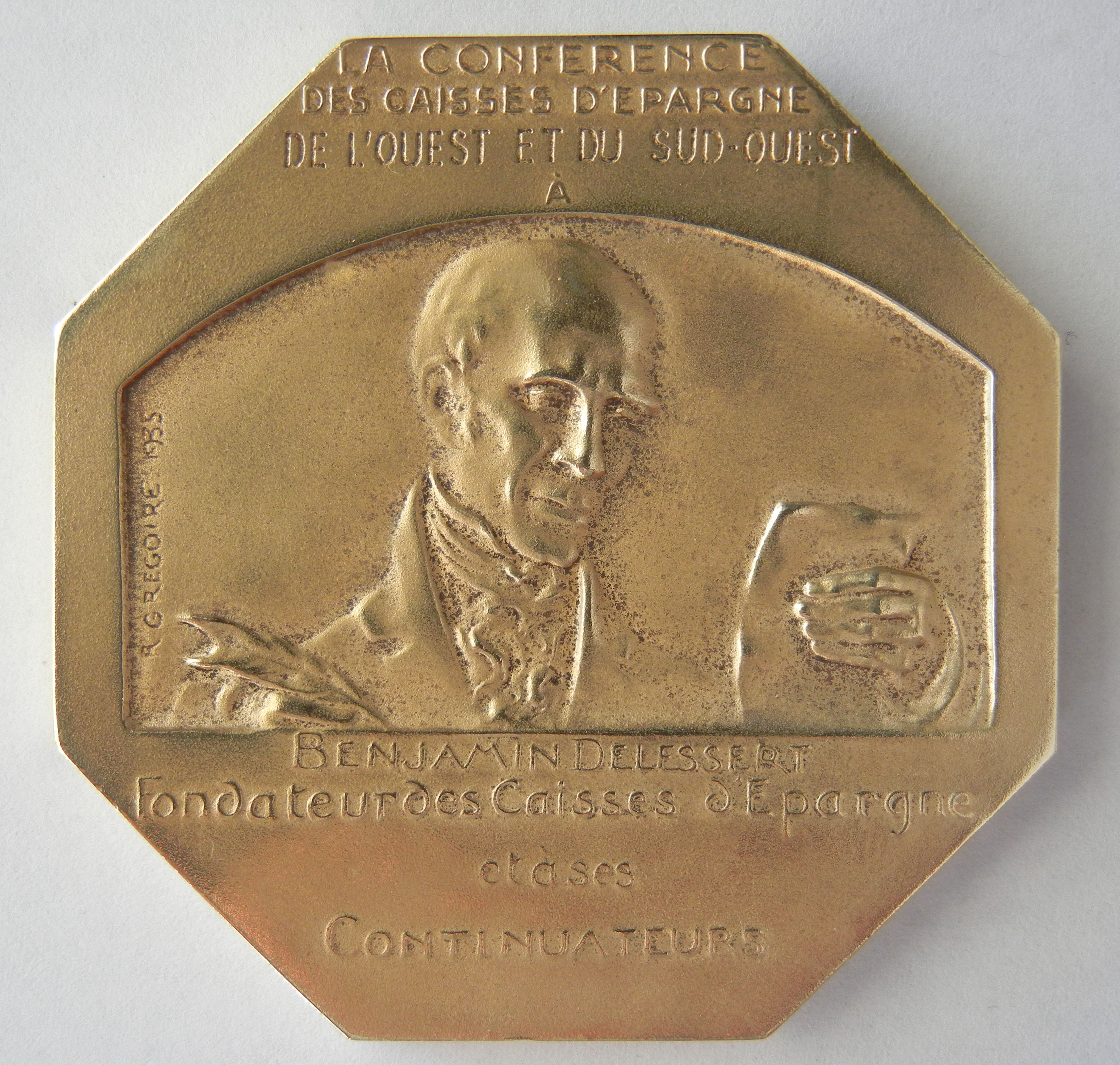
Médaille Benjamin Delessert, fondateur des Caisses d'épargne (1935), avers.
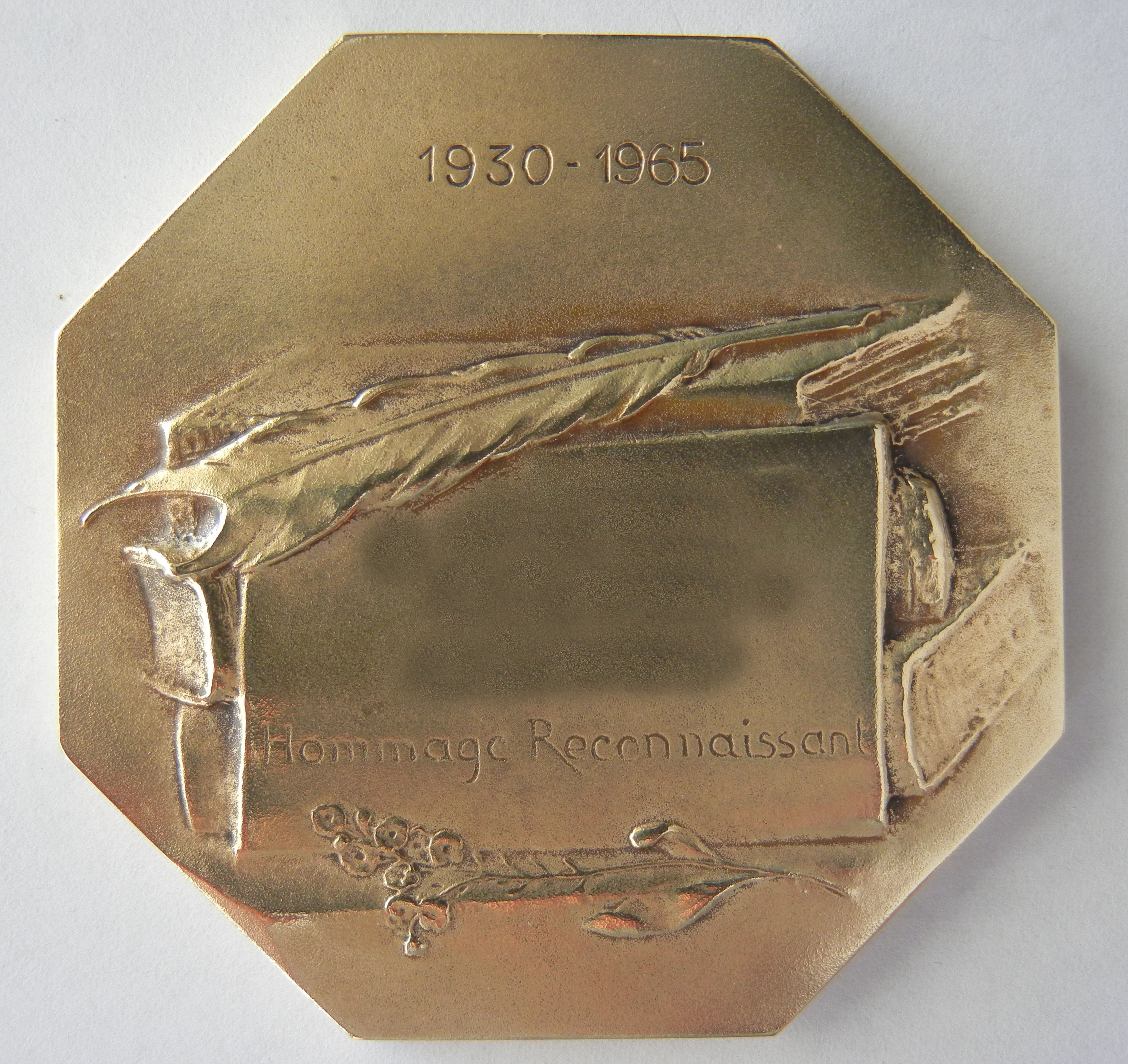
Médaille Benjamin Delessert, fondateur des Caisses d'épargne (1935), revers.